# Festival van Vlaanderen - Mechelen
Festival van Vlaanderen – Mechelen/Kempen is een van de acht muziekfestivals dat actief is onder de naam Festival van Vlaanderen en omvat het voorjaarsfestival Lunalia in Mechelen en het najaarsfestival Musica Divina in de Kempen.

## Huidige festivals
De huidige festivals bestaan uit:

#### Lunalia

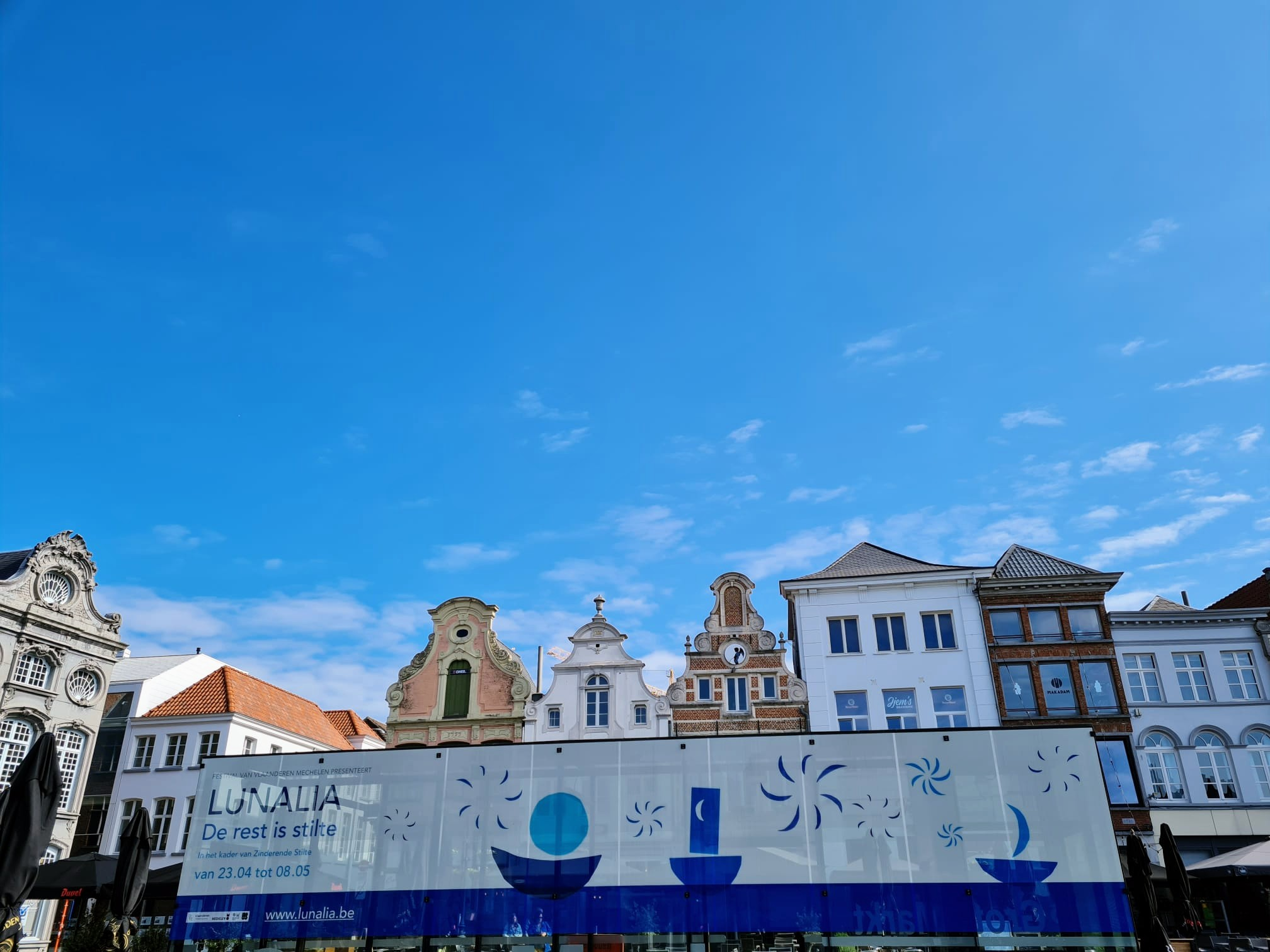
Banner Lunalia op de Grote Markt in Mechelen, 2022

Het festival Lunalia vindt jaarlijks plaats in de periode eind april tot begin mei. De naam verwijst naar de Mechelse legende van de Maneblussers en naar de wereld van het lied en de menselijke stem. De focus ligt op vocale muziek, maar ook op andere aspecten van de menselijke stem en, in figuurlijke zin, op stemmen die vandaag ‘iets waaracht.igs te vertellen hebben’. In de programmering is plaats voor een brede waaier aan muziek uit alle stijlperiodes en ook van buiten de westerse klassiekemuziektraditie. Elke editie van het festival heeft een overkoepelend thema.

#### Musica Divina
Musica Divina vindt plaats in het najaar (september-oktober) en omvat concerten in Averbode, Geel, Heist-op-den-Berg, Herentals, Hoogstraten, Lier, Mol, Postel, Tongerlo en Turnhout. De programmering vertrekt vanuit religieuze muziek uit de klassieke traditie en waaiert uit naar muziek van hedendaagse componisten en muzikale rituelen uit de hele wereld. Elke festivaleditie is opgebouwd aan de hand van een centraal thema, dat verbonden is met de vraag naar een hedendaagse invulling van begrippen als sacraliteit en spiritualiteit.

#### Andere activiteiten
Occasioneel organiseert het Festival van Vlaanderen – Mechelen/Kempen concerten of concertreeksen buiten de twee jaarlijks terugkerende festivals. Zo programmeerde het festival in 2021 het vijfdaagse festival ZINDERING in het kader van het themajaar Zinderende Stilte van Mechelen Feest, een initiatief van Stad Mechelen. In december 2023 vond De warmste nacht van het talent plaats, een concertavond gewijd aan jonge musici en nieuwe projecten.

## Historiek
Het festival kent een rijke geschiedenis:

### Van 1969 tot 2002
Het Festival van Vlaanderen – Mechelen/Kempen is ontstaan in 1969 uit een reeks orgel- en beiaardconcerten in de Sint-Romboutskathedraal. Die reeks orgelconcerten was in 1967, mede onder impuls van toenmalig burgemeester van Mechelen Antoon Spinoy, opgestart door Flor Peeters en werd integraal georganiseerd door het stadsbestuur. In 1968 werden beiaardconcerten toegevoegd aan wat een jaarlijks terugkerend muziekfestival moest worden in de periode van midden augustus tot midden september. Vanaf 1969 mochten de concerten de benaming Festival van Vlaanderen – Mechelen dragen.
De eerder bescheiden reeks orgel- en beiaardconcerten groeide in geen tijd uit tot een breed vertakt klassiekemuziekfestival dat ook gerenommeerde buitenlandse musici naar Mechelen bracht, zoals The King’s Singers in 1974, James Galway in 1979 en Musica Antiqua Köln in 1983. Vanaf 1978 werden er concerten georganiseerd buiten Mechelen, eerst in steden in de omgeving en later in de Kempen, dankzij een langdurige samenwerking met de Intercommunale Ontwikkelingsmaatschappij der Kempen (IOK).
Tot 2002 bleef het Festival van Vlaanderen – Mechelen/Kempen een organisatie van de stad Mechelen (zij het vanaf 1972 met een eigen vzw-structuur). Al die tijd stond het onder leiding van Marcel Kocken.
In de eerste decennia van zijn bestaan ging het festival samenwerkingen aan met een brede waaier aan andere muzikale actoren in Mechelen en wijde omgeving. Dat leidde tot een tamelijk heterogene programmering, die niettemin enkele kernelementen bevatte die tot op vandaag doorwerken in het profiel van het festival, zoals het idee van Mechelen als Beethovenstad, de aandacht voor het Mechelse muzikale verleden én voor muziek van hedendaagse componisten, de concerten in de Sint-Romboutskathedraal, en de verbinding tussen Mechelen en de Kempen.

### Van 2002 tot 2017
In 2002 kreeg het Festival van Vlaanderen – Mechelen/Kempen een nieuwe directeur en nieuwe structuur. Veerle Declerck volgde Marcel Kocken op als directeur, terwijl het festival als vzw onafhankelijk werd van het stadsbestuur. In de feiten bleef er een sterke verwevenheid met de stad Mechelen, zowel financieel als in praktisch en logistiek opzicht. Toenmalig schepen van Cultuur Frank Nobels bleef voorzitter van de vzw. De kantoren verhuisden van het stadhuis naar het historisch pand De Zalm aan de Zoutwerf. Rond de eeuwwisseling veranderen ook de geplogenheden voor de subsidiëring vanuit de Vlaamse Gemeenschap drastisch. Vanaf 1998 werden subsidies aan organisaties voor professionele muziekorganisaties geregeld via het Muziekdecreet en in 2006 ging het Kunstendecreet in voege. Dat veranderende beleidskader versterkte de nood aan een helder afgelijnd artistiek profiel. De nieuwe directeur wiedde in de veelheid aan activiteiten, samenwerkingen en programmalijnen en hield vier thematische pijlers over. De Beethovenreeks belichtte diverse aspecten van het werk van Ludwig van Beethoven, wiens grootvader afkomstig was uit Mechelen. In de reeks Vlaams Erfgoed lag de focus op muziek van componisten uit Vlaanderen (in brede zin). De cylcus Paul Collaer, reeds opgestart door Marcel Kocken en genoemd naar musicoloog, musicus en concertorganisator Paul Collaer, bestond uit concerten met muziek uit de eerste helft van de twintigste eeuw. Concerten met een eigentijds en eerder multimediaal karakter vervolledigden het vierluik onder de noemer Prettig Gestoord. In 2009 verhuisde het festival in Mechelen naar het voorjaar en kreeg het de naam Mechelen Hoort Stemmen. De artistieke focus kwam volledig te liggen op de menselijke stem.
Ook voor de concerten buiten Mechelen werd gaandeweg een duidelijke artistieke lijn uitgestippeld. De concerten in steden rond Mechelen, onder de naam Historische Steden, kregen een eigen aanpak. Het festival werkte daarvoor samen met de collega-Festivals van Vlaanderen, met name het Festival van Vlaanderen Vlaams-Brabant en Gent Festival van Vlaanderen, die een gelijkaardige werking ontplooiden in hun respectievelijke provincies Vlaams-Brabant en Oost-Vlaanderen, tot dit luik van de werking werd stopgezet na de editie van 2011.
Het festival in de Kempen werd van 2006 tot 2012 ingericht door de provincie Antwerpen (nog steeds onder de vlag Festival van Vlaanderen), waarna de programmering en organisatie opnieuw bij het Festival van Vlaanderen – Mechelen/Kempen kwamen te liggen. In 2013 kreeg dit festival een eigen naam, gekoppeld aan een meer uitgesproken eigen artistieke identiteit: Musica Divina. Religieuze muziek kreeg een centrale plaats in de programmering, aansluitend bij het karakter van de concertlocaties die mee het profiel van dit festival bepalen, met name de abdijen, kerken en begijnhoven van Averbode, Geel, Heist-op-den-Berg, Herentals, Hoogstraten, Lier, Mol, Postel, Tongerlo en Turnhout).
Vanaf 2013 vonden vier edities van de Tenso Days, een internationaal festival voor hedendaagse koormuziek, plaats in het kader van Mechelen Hoort Stemmen. Tenso is het Europese netwerk voor professionele kamerkoren, dat zich inzet voor de compositie en uitvoering van nieuwe koormuziek en voor de opleiding van zangers en componisten.
Van 2014 tot en met 2017 was aan Mechelen Hoort Stemmen een educatief luik verbonden: Stemmen voor Vrede. Dit scholenproject was erop gericht om leerlingen uit de basisschool samen te laten zingen. Als slot van het traject zongen leerlingen van de verschillende deelnemende scholen samen een concert ten voordele van een goed doel in Mechelen.

### Sinds 2017
Vijftien jaar na haar aantreden gaf Veerle Declerck de fakkel door aan Jelle Dierickx, die op zijn beurt het festival in een nieuwe plooi legde. Het voorjaarsfestival in Mechelen werd Lunalia, een naam die verwijst naar de Mechelse legende van de Maneblussers en naar de wereld van het lied en de menselijke stem. De focus ligt op vocale muziek, de spelende mens en de sterke vrouw – een verwijzing ook naar respectievelijk Mechelen als kinder- en speelstad (met onder meer de aanwezigheid van het Speelgoedmuseum), en naar Margaretha van Oostenrijk. Elke editie van het festival heeft een uitgesproken eigen thema. Zo draaide de festivaleditie 2023 rond het motto ‘You’ll never be alone anymore’, geïnspireerd door de gelijknamige compositie van Karel Goeyvaerts. In 2020 ging bijzondere aandacht naar de muziek van Ludwig van Beethoven, maar festivaleditie moest volledig geannuleerd worden als gevolg van de maatregelen betreffende de covid-19 pandemie.
Ook de concerten van Musica Divina, nog steeds in het najaar, krijgen sinds 2017 steeds een overkoepelend thema mee. Eén van de inhoudelijk fundamenten van het festival is de christelijke muzikale traditie, van gregoriaans over Palestrina, Bach, Händel en Mozart tot Pärt en Tranströmer. Vanuit dat vertrekpunt wil het festival nadenken over wat het sacrale in de 21e eeuw betekent en richt het de aandacht ook op (muzikale) rituelen uit andere contexten en tradities. Ook het concertritueel zelf wordt in vraag gesteld en opnieuw vormgegeven.
Van 2017 tot 2020 was er een poëzieluik gekoppeld aan het festival, Poesia Divina (in samenwerking met het Poëziecentrum). Elke festivaleditie werd aan negen dichters gevraagd een psalm te dichten uitgaande van het festivalmotto. De gedichten werden naderhand gebundeld tot het Kempens Psalmenboek.